# Leuconotis anceps
Leuconotis anceps är en oleanderväxtart som beskrevs av William Jack. Leuconotis anceps ingår i släktet Leuconotis och familjen oleanderväxter. Inga underarter finns listade i Catalogue of Life.